# Hétérocaryon
Un hétérocaryon est une cellule multinucléée dont les noyaux sont génétiquement différents. Il existe des hétérocaryons naturels, tels que ceux formés au cours de la reproduction sexuée des champignons, et des hétérocaryons artificiels, créés à des fins de recherche.
Un exemple médical est un hétérocaryon composé de noyaux de syndrome de Hurler et le syndrome de Hunter. Ces deux maladies entraînent des problèmes dans le métabolisme des mucopolysaccharides. Cependant, un hétérocaryon de noyaux de ces deux maladies présente métabolisme mucopolysaccharide normale, ce qui prouve que les deux noyaux se complémentent l'un l'autre, et donc que ces deux maladies génétiques sont liées à des gènes différents.